# Christopher Sembroski
 (mars 2021).
Si vous disposez d'ouvrages ou d'articles de référence ou si vous connaissez des sites web de qualité traitant du thème abordé ici, merci de compléter l'article en donnant les références utiles à sa vérifiabilité et en les liant à la section « Notes et références ».
Christopher « Chris » Sembroski est un touriste spatial américain. Il participe à la mission Inspiration4.

## Biographie
Chris Sembroski a grandi avec une curiosité naturelle pour l'espace extra-atmosphérique. L'observation des étoiles tard dans la nuit sur le toit de son lycée et le lancement de fusées miniatures de grande puissance à l'université ont cimenté cette passion. En tant que conseiller du Space Camp (en) américain, il a mené des missions de simulation de navette spatiale et a soutenu une éducation basée sur les STIM conçue pour inspirer les jeunes esprits à explorer ces domaines et à trouver leurs passions. En tant qu'étudiant universitaire, Sembroski s'est porté volontaire pour ProSpace, un effort de lobbying local qui a promu la législation à Washington, D.C., pour aider les voyages dans l'espace ouvert et permettre à des entreprises comme SpaceX d'exister.
Il a ensuite servi dans l'US Air Force, entretenant une flotte de missiles balistiques intercontinentaux Minuteman III et se déployant pour le service en Irak avant de quitter le service actif en 2007. Après ses études dans l'armée de l'air, Sembroski a obtenu un B.S. en aéronautique professionnelle de l'Embry-Riddle Aeronautical University. Au cours de sa carrière, Sembroski a recherché des méthodes innovantes et révolutionnaires pour surveiller et entretenir les équipements mécaniques, rendant tout, des centres de données aux hôpitaux plus efficaces. Il réside maintenant à Seattle et travaille jusqu'en avril 2022 dans l'industrie aérospatiale, chez Lockheed Martin où il est ingénieur en fiabilité.
En juillet 2022 il annonce rejoindre Blue Origin.
Il est marié et père de deux filles.

## Mission spatiale
Il a volé à bord du Crew Dragon Resilience dans le cadre de la mission Inspiration4 du 16 au 18 septembre 2021.